# Sport Klub+
Sport Klub+ – kodowany kanał sportowy, nadawany w Polsce w latach 2006-2012, który stanowił uzupełnienie oferty stacji SportKlub. Nadawał on alternatywne transmisje na żywo w przypadku innych transmisji na podstawowej antenie, głównie w czasie sobotnich i niedzielnych meczów ligi belgijskiej, pierwszej ligi angielskiej, Pucharu Hiszpanii, Pucharu Anglii oraz Pucharu Ligi Angielskiej. Transmituje także rozgrywki piłkarskiej ligi argentyńskiej, brazylijskiej, koszykarskiej ligi NCAA, wyścigi MotoGP, rozgrywki pokera czy gale bokserskie oraz magazyny sportowe. Dostępny był za pośrednictwem platformy cyfrowej n oraz w sieciach kablowych (m.in. Multimedia Polska, Vectra, Petrus, Sat Film, Tesat). Z dniem 1 kwietnia Sport Klub+ został wycofany z oferty sieci kablowej TOYA z powodu niskiego zainteresowania widzów tym kanałem.
Kanał zakończył nadawanie 1 października 2012 roku. W jego miejscu uruchomiono nowy kanał sportowy, poświęcony w całości sportom walki – FightKlub.